# VIBRATE
『VIVRATE』（バイブレート）は松田樹利亜の6枚目のアルバム。

## 概要
約1年ぶりにリリースした本作は、前作に続き鈴木慎一郎と2人3脚体制で行う。オリコンチャートにランクインしたアルバム作品は本作で途切れてしまった。

## 収録曲
1. BAD BLOOD
2. Shadow Wings
3. キバク
4. 欠落
5. an incntation
6. with all my love
7. DISCOVERY
8. SPIRIT (album ver.)
9. I WISH…
10. Precious Garden
11. 大切な人

作詞：松田樹利亜　作曲・編曲：鈴木慎一郎

## レコーディング参加
- 横関敦 - ギター
- 小西貴雄 - キーボード